# Teretrius quadristriatus
Teretrius quadristriatus är en skalbaggsart som beskrevs av Lewis 1902. Teretrius quadristriatus ingår i släktet Teretrius och familjen stumpbaggar. Inga underarter finns listade i Catalogue of Life.